# Lissy Gröner

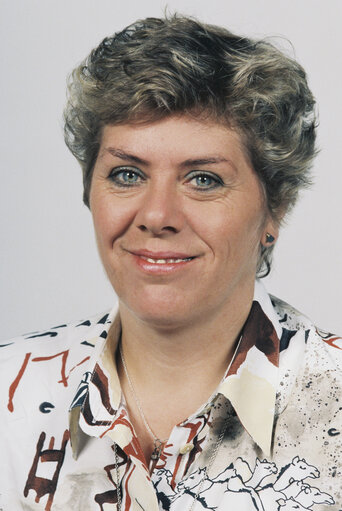
Lissy Gröner

Lieselotte Karola „Lissy“ Gröner, geborene Kießling (* 31. Mai 1954 in Langenfeld; † 9. September 2019 in Neustadt an der Aisch), war eine deutsche Politikerin. Sie war von 1989 bis 2009 MdEP für die SPD und Mitglied der Sozialdemokratischen Fraktion im Europäischen Parlament.

## Leben
Von 1960 bis 1966 besuchte sie zunächst die Volksschule in Langenfeld, danach die Dietrich-Bonhoeffer-Realschule in Neustadt an der Aisch. Im Herbst 1970 trat sie im Fernmeldeamt 3 in Nürnberg in das Berufsleben ein.
Aus ihrer ersten Ehe von 1974 bis 2001 gingen eine Tochter und ein Sohn hervor. Im September 2005 heiratete sie in Brüssel ihre  Lebensgefährtin. Die Trauung wurde vom Bürgermeister persönlich vorgenommen und fand als erste gleichgeschlechtliche Ehe einer Abgeordneten des Europaparlaments weltweites mediales Interesse. Die Trennung erfolgte 2015 mit anschließender Aufhebung der Lebenspartnerschaft. 2017 wurde die Ehe geschieden. Auch in der Politik engagierte sie sich für die Gleichberechtigung von Lesben und Schwulen. Für ihr internationales Engagement in diesem Bereich wurde sie 2007 mit dem Zivilcouragepreis des Berliner CSD ausgezeichnet.
Am 9. September 2019 erlag sie einer langjährigen Krebserkrankung.

## Abgeordnete im Europäischen Parlament

### Aufgaben und Zuständigkeiten im Europäischen Parlament
Gröner war im Europäischen Parlament Mitglied im Ausschuss für Kultur und Bildung, im Ausschuss für die Rechte der Frau und die Gleichstellung der Geschlechter sowie stellvertretendes Mitglied im Haushaltsausschuss. Daneben war sie Mitglied der Paritätischen Parlamentarischen Versammlung zwischen den Staaten Afrikas, des Karibischen Raumes und des Pazifischen Ozeans und der Europäischen Union (AKP-EU) sowie Vizepräsidentin der Interfraktionellen Gruppe Gay and Lesbian Rights. Außerdem war sie Mitglied der Interfraktionellen Gruppen Tibet und Reproduktive Gesundheit.
Gröner war als Koordinatorin für die Fraktion der Sozialdemokratischen Partei Europas im Ausschuss für die Rechte der Frau und Chancengleichheit tätig, sowie als frauenpolitische Sprecherin der SPE-Fraktion und als jugend-, bildungs-, kultur-, sport- und gleichstellungspolitische Sprecherin der SPD-Europaageordneten. Auch hatte sie das Amt der Vizepräsidentin der Children’s Alliance inne.

### Arbeitsschwerpunkte
Gröner war Berichterstatterin für das Jugend-in-Aktion-Programm sowie Berichterstatterin für die Weltfrauenkonferenz 1995 in Peking und Peking +5 in New York. Ihr Fokus lag auf Problemen der Kinder in der Europäischen Gemeinschaft und der Armut von Frauen in Europa.
Sie war beteiligt am Zwischenbericht zum Chancengleichheitsprogramm, am Aktionsprogramm „Jugend“ sowie am Weißbuch Jugend. Ebenfalls war sie im EU-Haushalt 1997/98/99/2005/2008 für den Bereich Frauen zuständig.
Das DAPHNE-Programm 2004–2008 (Prävention von Gewalt gegen Kinder, Jugendliche und Frauen) sowie das DAPHNE III-Programm „2008–2013“ waren weitere ihrer Arbeitsschwerpunkte.
Sie verfasste ein Follow-up des Weißbuchs „Neuer Schwung für die Jugend Europas“ und war im Aktionsprogramm „Jugend für Europa 2008–2013“ involviert.
Zudem war Gröner Koberichterstatterin für das europäische Genderinstitut und Berichterstatterin der Audiovisuellen Mediendienstleistungsrichtlinie im FEMM.

## Funktionen außerhalb des Europäischen Parlaments
- Vizepräsidentin der SIW (Socialist International Women)
- Bundesvorstand der ASF – Arbeitsgemeinschaft sozialdemokratischer Frauen

## Mitgliedschaften
- SPD (seit 1971)
- Arbeiterwohlfahrt (AWO)
- Bund für Umwelt und Naturschutz Deutschland (BUND)
- Internationale Frauenliga für Frieden und Freiheit (IFFF)
- Touristenverein „Die Naturfreunde“
- EUROPA-DONNA
- Beirat Frauencomputerzentrum Berlin
- Deutsch-Griechische Gesellschaft
- Deutsch-Finnische Gesellschaft
- Marie-Schlei-Verein
- Europa-Union Parlamentariergruppe Europäisches Parlament

## Ehrungen
- 2007: Zivilcouragepreis des Berliner CSD
- 2009: Bundesverdienstkreuz (am Bande)[5]
- 2017: Max Seidel Medaille des SPD-Unterbezirks Fürth

## Schriften
- Europa der Frauen und EU-Osterweiterung, mit Beiträgen von MdEP Lissy Gröner, MdEP Christa Prets und MdEP Maria Berger, September 2002.
- Europa bildet sich, EU-Fördermöglichkeiten im Jugend- und Bildungsbereich, März 2001.